# 阿特羅帕特尼王國
阿特羅帕特尼或米底·阿特羅帕特尼（希臘語：Ατροπατήνη），為建立於前四世紀的古王國，約在今日的伊朗庫德斯坦和伊朗亞塞拜然間，王國首都在甘扎克。亞塞拜然被認為是取名於阿特羅帕特尼。

## 歷史
馬其頓亞歷山大大帝於前323年逝世，他的繼業者開始瓜分帝國的遺產。根據巴比倫分封協議，因米底行省形勢重要且疆域過大，故把北方較小的邁提尼（今日阿拉斯河盆地）至米底分割出去，並任命前任阿赫美尼德王朝的米底總督阿特羅巴特斯為當地新總督，亞歷山大大帝的貼身護衛培松則為米底總督，而阿特羅巴特斯的女婿佩爾狄卡斯當上了帝國攝政。
前320年，當佩爾狄卡斯被謀殺之後，阿特羅巴特斯就拒絕聽從之後繼業者的命令，也拒絕與塞琉古同盟，並使他的領地成為獨立王國，希臘人稱為阿特羅帕特尼或米底·阿特羅帕特尼。
阿特羅巴特斯的王朝存在數個世紀之久，但一開始可能是塞琉古帝國的屬國，前221年左右，國王阿爾托巴札涅斯趁著塞琉古帝國東部的米底總督莫倫、波西斯總督亞歷山大兩兄弟發動叛亂，趁機獨立，但很快遭到平亂的塞琉古國王安條克三世攻擊，停戰後阿特羅帕特尼王國的漸漸不再受塞琉古帝國左右而獨立。但之後隨著東方安息逐漸強盛，而再一次淪為屬國，最終200年左右遭到安息占領。
隨著時間變化，約七世紀時，當時的伊朗語稱呼這地區為「Azerbaijan」，成為今日阿塞拜疆的由來。